# 曼德维尔 (路易斯安那州)
曼德维尔（英語：Mandeville），是美国路易斯安那州下属的一座城市。根据2010年美国人口普查，该市有人口11,560人。建置上，属于“city”。